# 1912 no cinema

## Nascimentos
| Data            | Nome             | Profissão                                               | Nacionalidade  | Observações | Ref |
| --------------- | ---------------- | ------------------------------------------------------- | -------------- | ----------- | --- |
| 26 de Fevereiro | Dane Clark       | ator                                                    | Estados Unidos | m. 1998     |     |
| 9 de Abril      | Amácio Mazzaropi | ator, produtor e diretor de cinema                      | Brasil         | m. 1981     |     |
| 6 de Julho      | Adoniran Barbosa | compositor, cantor, humorista e ator                    | Brasil         | m. 1982     |     |
| 23 de Agosto    | Gene Kelly       | dançarino, ator, cantor, diretor, produtor e coreógrafo | Estados Unidos | m. 1996     |     |
| 29 de Agosto    | Barry Sullivan   | ator                                                    | Estados Unidos | m. 1994     |     |
| 26 de Outubro   | Don Siegel       | diretor de cinema                                       | Estados Unidos | m. 1991     |     |
| 11 de Dezembro  | Carlo Ponti      | cineasta                                                | Itália         | m. 2007     |     |

## Mortes
| Data           | Nome            | Profissão | Nacionalidade | Observações | Ref |
| -------------- | --------------- | --------- | ------------- | ----------- | --- |
| 13 de Dezembro | Harriet Hartley | Atriz     | Inglaterra    | n. 1876     |     |